# Деляна Дачева
Деляна Дачева (болг. Деляна Дачева, нар. 25 жовтня 1982, Пловдив) — болгарська спортсменка, веслувальниця на байдарці, призерка чемпіонатів світу і Європи.

## Спортивна кар'єра
Деляна Дачева народилася в Пловдиві і займалася веслуванням на байдарці в місцевому спортивному училищі «Васил Левський».
З 2000 року стала постійною напарницею в змаганнях байдарок-двійок більш досвідченої Бонки Пинджевої.

### Результати виступів Дачевої і Пинджевої
| змагання              | К-2 200 м: місце | К-2 500 м: місце | К-2 1000 м: місце |
| --------------------- | ---------------- | ---------------- | ----------------- |
| Чемпіонат Європи 2001 | —                | 8                | 8                 |
| Чемпіонат світу 2001  | 7                | 7                | 6                 |
| Чемпіонат Європи 2002 | 5                | 4                | 4                 |
| Чемпіонат світу 2002  | Бронза           | 4                | 4                 |
| Чемпіонат світу 2003  | 4                | Срібло           | 6                 |
| Чемпіонат Європи 2004 | 5                | 5                | Бронза            |

На Олімпійських іграх 2004 Деляна Дачева  разом з Бонкою Пинджевою в змаганнях байдарок-двійок фінішували першими в півфіналі, але у фіналі показали лише шостий результат.
Після Олімпійських ігор 2004 Дачева на молодіжному чемпіонаті Європи 2005 року завоювала бронзову медаль в змаганнях байдарок-одиночок на дистанції 500 м, але більше високих результатів не показувала.